# Перемежающаяся лихорадка
Перемежающаяся, или интермиттирующая лихорадка (лат. febris intermittis) — лихорадка, характеризуется быстрым, значительным повышением температуры, которое держится несколько часов, а затем сменяется быстрым её падением до нормальных значений.
Этот тип лихорадки обычно возникает во время инфекционного заболевания, в их числе: малярия, туберкулёз, висцеральный лейшманиоз, боррелиоз, герпес.
Различаются несколько типов:
- Внезапные приступы лихорадки происходят ежедневно (с 24-часовой периодичностью) в течение нескольких часов, что вызывается Plasmodium knowlesi.
- Приступы лихорадки возникают с периодичностью 48 часов, что типично для Plasmodium vivax и Plasmodium ovale.
- Лихорадка имеет 72-часовую периодичность, что типично для Plasmodium malariae.